# Operatie Hardtack Dog
Operatie Hardtack Dog was de codenaam voor een Britse militaire operatie aan de Franse kust nabij Biville, gelegen aan de noordoostzijde van het schiereiland Cotentin.

## Geschiedenis
Met het oog op een geallieerde landing in Normandië, werden er op diverse plaatsen langs de Normandische kust kleine aanvallen (raids) uitgevoerd om informatie te verzamelen. Op 24 november 1943, tijdens operatie Hardtack Dog, moest een Britse commando-eenheid informatie verzamelen over de sterkte van het Duitse garnizoen en de mate van weerstand die zij zouden bieden. Daarnaast werden er nog enkele Duitse militaire bezittingen opgeblazen.